# Afbijtmiddel

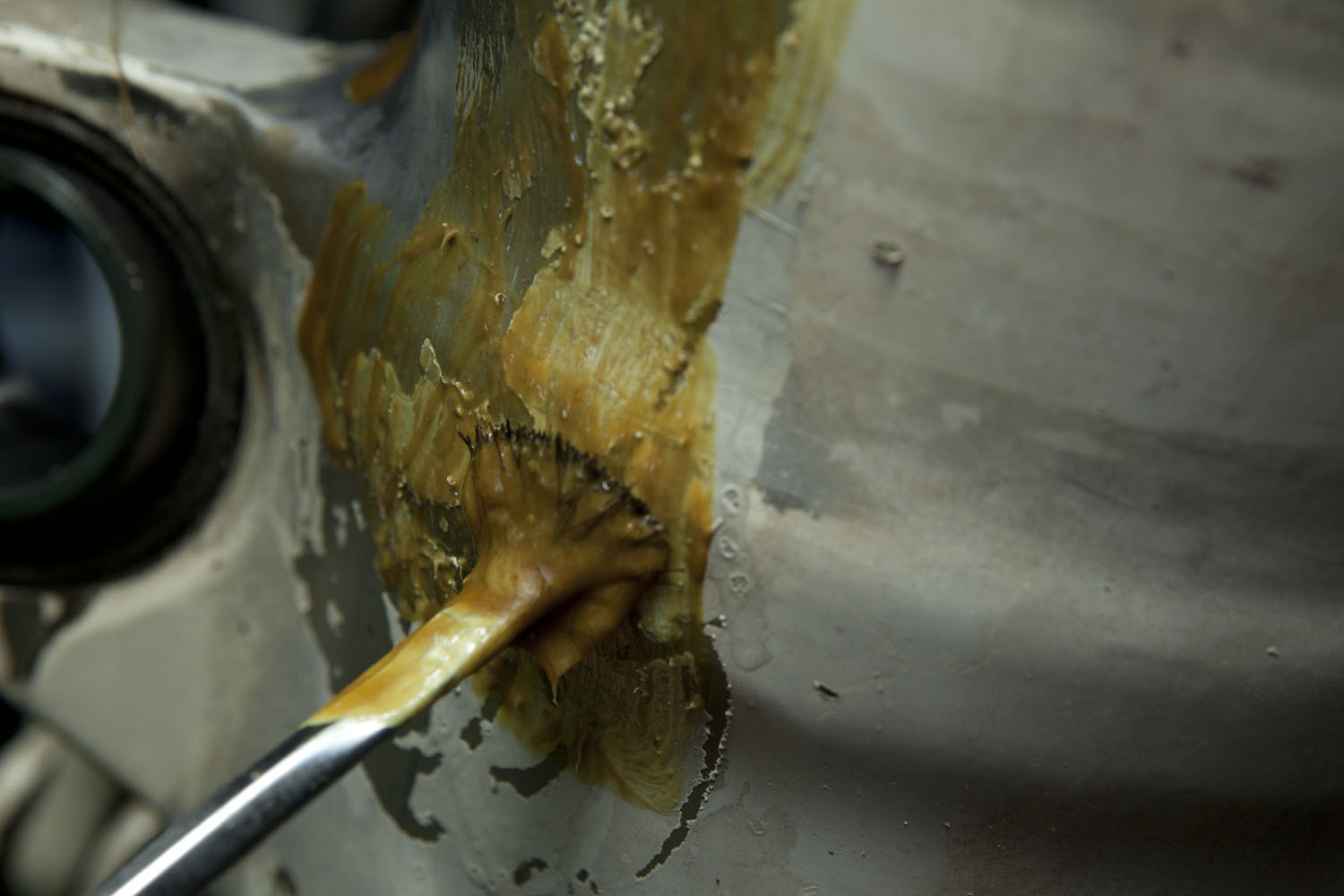
Het aanbrengen van afbijtmiddel op een stuk metaal om de verflaag los te weken.

Een afbijtmiddel of verfafbijt is een product dat gebruikt wordt om verflagen en andere coatings, zoals lak- en vernislagen, te verwijderen van een drager. Het is een alternatief voor mechanische middelen zoals schuren en zandstralen of het gebruik van een verfstripper. Na het aanbrengen van het afbijtmiddel, doorgaans met behulp van een verfborstel, kan de losgeweekte verf- of laklaag worden weggehaald met behulp van een verfkrabber. Een nadeel van deze techniek is dat de onderliggende drager, zoals hout, plastic, glas of metaal, kan worden beschadigd.
Afbijtmiddelen kunnen voorkomen als een vloeistof, maar ook in de vorm van een gel of een pasta. In deze laatste vorm kunnen gemakkelijker verticale stukken bewerkt worden zonder dat het afbijtmiddel wegloopt of naar beneden druipt. Dit is een gevolg van het thixotroop gedrag van deze materialen.

## Types afbijtmiddelen
Er bestaan diverse soorten afbijtmiddelen, elk met hun specifiek toepassingsgebied. Het verwijderen van diverse verflagen kan het gebruik van meerdere soorten afbijtmiddelen vereisen. Over het algemeen worden twee grote klassen van afbijtmiddelen onderscheiden: de basen en de oplosmiddelen.

### Basen
Afbijtmiddelen met een base bevatten doorgaans natriumhydroxide of kaliumhydroxide als actief ingrediënt, waarvan de werking gebaseerd is op het breken van chemische bindingen in de verflagen. Het achterliggende mechanisme is de hydrolyse van polymeerbindingen, doorgaans esters, in de verf. Andere actieve ingrediënten in basische afbijtmiddelen zijn:
- Calciumoxide
- Natriumcarbonaat
- Kaliumcarbonaat
- Ammoniak
- Kaliumsilicaat
- Calciumcarbonaat

Met het gebruik van basische afbijtmiddelen zijn diverse risico's verbonden, aangezien ze een corrosieve werkingen hebben en dus schade kunnen toebrengen aan de huid en de ogen. Bovendien kan ook de onderliggende drager onherroepelijk beschadigd geraken, voornamelijk wanneer het metalen betreffen. Daarom worden voor dergelijke dragermaterialen eerder afbijtmiddelen op basis van een oplosmiddel gebruikt.

### Oplosmiddelen
Een groot aantal afbijtmiddelen bevat oplosmiddelen, die in staat zijn om in de verf- of laklagen binnen te dringen en aldaar zwelling van de lagen te veroorzaken. Dit zorgt ervoor dat de lagen interne barsten gaan vertonen, waardoor de hechting op de ondergrond afneemt. Het belangrijkste oplosmiddel dat hiervoor gebruikt wordt is dichloormethaan, al zijn met deze stof een behoorlijk aantal gezondheidsrisico's verbonden. Vooral het lage kookpunt en de daarmee samenhangende hoge dampspanning, en daardoor snelle opname via de longen, spelen hierbij een rol. Het gebruik ervan wordt daarom afgeraden. Nieuwere generaties afbijtmiddelen zijn gebaseerd op minder vluchtige, maar ook niet altijd onschadelijke stoffen, waaronder:
- Aceton
- Adipinezuur
- Ethylacetaat
- Nitromethaan
- Gamma-butyrolacton
- Limoneen
- 1,2-dichloorbenzeen
- 2-methyl-2,4-pentaandiol
- Dimethylsulfoxide
- Tolueen
- Tetraline

### Andere componenten
In de meeste afbijtmiddelen zit nog een groot aantal additieven die het verwijderen van verflagen faciliteren, dan wel een andere functie hebben:
- Activatoren: deze stoffen helpen de penetratie in de verflagen verbeteren. Zo wordt water als activator gebruikt bij afbijtmiddelen met dichloormethaan.
- Oppervlakte-actieve stoffen: deze stoffen zorgen ervoor dat de te behandelen oppervlakken makkelijker nat gemaakt kunnen worden.
- Geleermiddelen: deze stoffen zorgen dat het afbijtmiddel als een gel kan geformuleerd worden.
- Corrosie-inhibitoren: deze stoffen verhinderen dat het afbijtmiddel de onderliggende drager al te veel beschadigt.
- Kleurstoffen